# 靖天傳播
靖天集團（Golden Group），是台灣的傳媒娛樂集團，創辦人陸醒華，在中華電信MOD及全國有線電視系統經營自有及代理電視頻道。2014年1月開始集團化，發展成多元化的事業體，並且跨足媒體、影視娛樂發行與製作、演藝經紀、唱片、娛樂、通路、食品、傳產、建築、生技、文藝、電子商務等多項產業。

## 歷史
- 2000年9月26日，靖天傳播國際事業股份有限公司經台北市政府核准設立。
- 2004年，靖天傳播以「靖天電視台」（Golden TV）為統一品牌，在中華電信MOD成立「靖天家族頻道」，當時旗下設置4個頻道：「靖天戲劇台」、「靖天卡通台」、「靖天資訊台」與「靖天日本台」。
- 2007至2009年，靖天傳播陸續在中華電信MOD開播7個頻道：「Hello Kitty頻道」、「中影電影台」、「靖天電影台」、「靖天育樂台」、「Nice TV」、「靖洋戲劇台」與「靖天綜合台」。其中「Hello Kitty頻道」是取得三麗鷗授權、專播三麗鷗動畫的頻道。「中影電影台」則是專播中央電影公司電影的頻道。
- 2009年12月28日，靖天傳播宣布，2010年1月起，在中華電信MOD的頻道數從6個增為11個。[1]。
- 2010年1月1日，靖天傳播於中華電信MOD推出「靖天闔家歡套餐」[2]。
- 2010年4月，靖天傳播整合中華電信MOD的69個頻道，推出「家庭好康餐」。
- 2010年11月，靖天傳播在中華電信MOD開播成人頻道「樂活頻道」。
- 2010年12月1日，Hello Kitty頻道更名為「靖洋卡通台（Nice Bingo）」，定位為日本當紅動畫專門頻道，不再專播三麗鷗動畫。
- 2012年7月2日，香港衛視與靖天傳播合作，香港衛視提供節目給靖天資訊台播出，首先播出5個節目：《东边西边》、《网事多fun点》、《文化风情》、《京杭运河两岸行》和《非遗传人在中国》[3]。
- 2012年8月19日，靖天傳播與日本富士電視台合作，富士電視台外銷節目給靖天傳播，靖天傳播規劃專屬時段《Fuji Time》播出富士電視台節目，這是富士電視台首度外銷時代劇[4]。
- 2013年4月22日，靖天傳播與香港映嘉娛樂合作，映嘉娛樂提供高畫質電視節目給靖天傳播[5]。
- 2013年7月1日，中影電影台轉型為「靖天映畫」，為高畫質電影頻道。
- 2013年11月18日，靖天家族頻道全部升級為高畫質頻道。
- 2014年1月1日，靖天傳播走向集團化經營，整合旗下各事業體組成「靖天集團」（Golden Group），三大品牌「靖天電視台、靖天娛樂、保綱國際」橫跨「媒體、娛樂、行銷通路」三大主軸。
- 2014年5月25日，中華民國國防部與靖天集團簽約，合作拓展中華民國國軍影音文宣。
- 2014年12月1日 靖天集團總裁陸醒華與義大利動漫集團Mondo TV總裁Matteo Corradi正式締結長達十年的結盟關係。
- 2015年9月，為因應中華電信MOD的發展及需求，正式代理緯來精采台HD、CNEX紀錄台HD。同年，代理成人頻道：叮噹成人頻道、驚豔成人電影台、香蕉成人電影台。
- 2016年1月，靖天集團與遊戲橘子數位科技簽約結盟，針對電影、戲劇、動漫等重要IP及各遊戲主題曲與靖天娛樂旗下歌手及音樂創作進行策略合作。
- 2016年1月19日，靖天集團與世新大學簽定產學合作計畫，將結合雙方的軟硬實力，聯合製播電視節目《SHOW世新》，培育具有全媒體應用能力的卓越影視人才，從而達到產學雙贏的目標。
- 2016年10月，由國立清華大學學習科學與科技研究所教授傅麗玉計劃主導、靖洋傳媒科技與原金國際製作之臺灣原住民族科普動畫《吉娃斯愛科學》，榮獲第51屆金鐘獎「電視金鐘獎動畫節目獎」。
- 2017年9月至10月，靖天集團得標承製之中華民國國軍形象劇《最好的選擇》於緯來戲劇台與靖天戲劇台播出。
- 2018年3月，太陽娛樂與靖天攜手戰略聯盟，將更多優質影片推至亞洲各地。
- 2018年8月1日，Nice TV更名為「Nice TV靖天歡樂台」。
- 2018年12月，靖天卡通台《天使少女組1》、《天使少女組2》、《喜喜公主》及靖洋卡通台《有請喵喵神（Onyankopon）》、《URAHARA》、《星夢手記》及《愛吃拉麵的小泉同學》等7部卡通影集，榮獲國家通訊傳播委員會107年下半年度「適齡兒少電視節目」肯定。
- 2019年1月，【代先生的奇幻旅程】榮獲國人自製兒童及少年優質節目五星獎及中華電信MOD特別獎。
- 2019年5月，靖天集團與中嘉集團聯合製作，彙集社會、產業、資訊、休閒等綜合新聞提供觀眾多元訊息。
- 2019年7月，靖天集團旗下的保綱國際正式推出多款針對中華航空設計之台灣在地飲品及航飲特調系列飲料。
- 2019年8月，國防部發佈由靖天集團拍攝，總裁陸醒華作詞作曲的國防部形象廣告-「我向您敬禮[6]」
- 2019年8月28日，靖天購物台正式於TBC開播。
- 2019年10月24日，靖天購物台正式於凱擘開播。
- 2019年11月28日，靖天購物台正式於台灣大寬頻開播。
- 2020年2月12日，靖天購物台正式於中嘉開播。
- 2020年3月，靖天集團旗下『保綱國際車業』成立，為客戶量身規劃汽車長期租賃、租購等方案。
- 2020年5月4日，靖天購物台正式於台數科開播。
- 2020年5月27日，靖天集團與國防部簽訂策略聯盟合作[7]，推展全民國防文宣能量。
- 2020年8月，靖天電視台引進製播優良兒少動畫節目、由國立清華大學教授傅麗玉計劃主導，原金國際公司製作之【海精靈馬努依】入圍第55屆電視金鐘獎動畫節目獎。
- 2020年12月，靖天映畫台連續兩年與中華民國大衛異象電影工作者協會「全球基督教國度影展」合作，播映多部精彩動人電影作品。
- 2021年2月24日，國家通訊傳播委員會第952次委員會議決議否准靖洋傳媒科技申設「靖天軍事台」。
- 2022年10月12日，國家通訊傳播委員會第1036次委員會議決議否准靖天傳播申設「靖天軍武台」。國家通訊傳播委員會解釋，靖天傳播所屬頻道近三年平均重播率逐年升高、2021年平均重播率高於8成，而且所檢送之靖天軍武台節目樣帶品質粗糙，依靖天傳播現有資金及人力編制，是否可實現靖天軍武台5成自製率之營運計畫尚有疑義[8]。
- 2024年1月1日，靖洋卡通台與靖天映畫台正式於凱擘開播。

## 靖天傳播頻道簡介

### 靖洋卡通台Nice Bingo
- 中華電信MOD 106頻道。
- 以童園創意、提恩傳媒代理的動畫和歐洲動畫集團MONDO TV製作的動畫節目為主要播出內容。
- 本台的《有請喵喵神（Onyankopon）》、《URAHARA》、《星夢手記》及《愛吃拉麵的小泉同學》動畫影集，獲得「107年度下半年適齡兒少電視節目」的肯定。

### 靖天卡通台
- 中華電信MOD 107頻道。
- 包含東森幼幼台自製節目、國內金鐘獎卡通、歐洲動畫集團MONDO TV製作的動畫節目和靖天自製節目，以及教育部宣導影片等內容。
- 本台的《天使少女組1》、《天使少女組2》、《喜喜公主》動畫影集，獲得「107年度下半年適齡兒少電視節目」的肯定。

### 靖天資訊台
- 中華電信MOD 302頻道。
- 以靖天自製節目、東森頻道自製節目和鏡傳媒與靖天合製節目為主，具新聞、知識、知性、流行、健康的娛樂頻道。
- 2019年6月22日推出全新型態談話性節目《大師來了》。
- 該台在台灣中嘉網路HomeTV數位有線電視頻道號碼為138頻道。

### 靖天綜合台
- 中華電信MOD 303頻道。
- 以靖天自製節目、東森頻道自製節目和鏡傳媒與靖天合製節目為主，以在地本土為特色的頻道。
- 該台在台灣中嘉網路HomeTV數位有線電視頻道號碼為137頻道。

### 靖天育樂台
- 中華電信MOD 304頻道。
- 以靖天自製節目、東森頻道自製節目和鏡傳媒與靖天合製節目為主的綜藝育樂頻道。

### 靖天戲劇台
- 中華電信MOD 356頻道。
- 提供自製戲劇、東森、中視、TVBS、公視、客家電視播映之偶像劇和古裝劇，以及教育部製作之微電影的戲劇頻道。

### 靖洋戲劇台
- 中華電信MOD 357頻道。
- 與香港TVB、亞洲電視、香港電視娛樂合作的港劇頻道，包括：古裝偶像、警匪無間、經典劇集、輕鬆情境喜劇、浪漫愛情、倫理親情……等。

### 靖天映畫
- 中華電信MOD 613頻道。
- 網羅臺、中、港、日、韓、等國家的亞洲電影頻道。

### 靖天電影台
- 中華電信MOD 614頻道。
- 網羅各大影展得獎和非主流公司製作之歐美電影頻道。

### 靖天國際台
- 中華電信MOD 265頻道。

- 與香港無綫電視合作，節目主要以香港的各種文化資訊娛樂的綜合頻道，包括生活、文化、旅遊休閒...等。

### 靖天日本台
- 中華電信MOD 371頻道。
- 以國興衛視外購節目、日本電影和動畫節目為主。提供日本美食、旅遊、電影、綜藝、紀錄、時代劇等節目。
- 2018年10月推出《日韓快遞》全音樂節目。
- 該台在台灣中嘉網路Hometv數位有線電視頻道號碼為139頻道

### Nice TV靖天歡樂台
- 中華電信MOD 318頻道。
- 以東森頻道自製節目、亞洲電影和台灣戲劇節目為主，提供綜藝、娛樂、時尚、美食旅遊等。

## 代理頻道

### 越南國家電視台國際頻道（VTV4）
- 因5G訊號干擾，於2021年4月16日暫時停止台灣區營運播送，同時下架中華電信MOD。
- 臺灣唯一越南頻道，服務在臺的越籍人士(新住民),提供許多越南當地的各種節目內容，包含新聞、綜合娛樂、音樂、戲劇、文化等。

### 緯來精采台(MOD)
- 中華電信MOD 313頻道。
- 是重播緯來電視網旗下之綜藝、體育、戲劇、電影等不同節目類型於一台的綜合頻道。

### 滾動力rollor(MOD)
- 中華電信MOD 267頻道。
- 以人文紀實為主的頻道。[9]

## 外部連結
- 靖天電視台 （页面存档备份，存于）
- 靖洋卡通台Nice Bingo - 中華電信 MOD 網站 （页面存档备份，存于）
- 靖天卡通台 - 中華電信 MOD 網站 （页面存档备份，存于）
- 靖天資訊台 - 中華電信 MOD 網站 （页面存档备份，存于）
- 靖天綜合台 - 中華電信 MOD 網站 （页面存档备份，存于）
- 靖天育樂台 - 中華電信 MOD 網站 （页面存档备份，存于）
- 靖天戲劇台 - 中華電信 MOD 網站 （页面存档备份，存于）
- 靖洋戲劇台 - 中華電信 MOD 網站 （页面存档备份，存于）
- 靖天映畫 - 中華電信 MOD 網站 （页面存档备份，存于）
- 靖天電影台 - 中華電信 MOD 網站 （页面存档备份，存于）
- 靖天國際台 - 中華電信 MOD 網站 （页面存档备份，存于）
- 靖天日本台 - 中華電信 MOD 網站 （页面存档备份，存于）
- Nice TV靖天歡樂台 - 中華電信 MOD 網站 （页面存档备份，存于）
- 滾動力 rollor - 中華電信 MOD 網站 （页面存档备份，存于）
- 台灣公司資料 （页面存档备份，存于）
- 靖天電視台的Facebook專頁